# Korunka (součást hodinek)

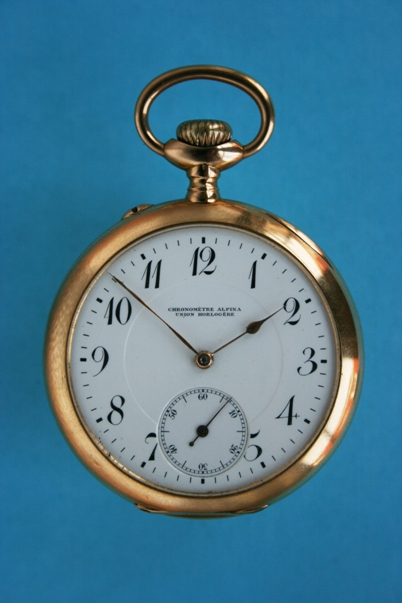
Kapesní chronometr s korunkou (Švýcary, kolem 1910)

Korunka je postranní vroubkované kolečko kapesních a náramkových hodinek, které slouží k natahování a k nařizování. 
Korunka nahradila v průběhu 19. století starší natahování a nařizování samostatným klíčkem. Korunka je pevně nasazena na dlouhý korunkový hřídel, obvykle se čtyřhrannou částí. U mechanických hodinek bývá spojena s mechanismem přepínání, takže v zasunuté poloze slouží k natahování, ve vysunuté k nařizování ruček. Někdy mívá i další mezipolohu k nařizování data. Těsnění korunky bývá choulostivým místem u vodotěsných hodinek. U stopek slouží často i jako tlačítko ke spouštění a zastavování měření. U automatických a elektronických hodinek slouží pouze k nařizování.